# Сян (Перемишль)
Сан Перемишль (пол. Sian Przemyśl) — польський футбольний клуб, заснований в Перемишлі в 1929 році українською громадою, який проіснував до Другої світової війни.

## Історія
Разом з «Україною» (Львів) був одним з найкращих українських клубів в регіональній лізі Львів і в історії польського футболу. Відомими гравцями клубу були Мирослав Турко і Волт Закалюжний.
«Сян» протягом двох сезонів (1938—1939) грав у регіональній польській лізі Львів — Клас А: зіграв всього 26 матчів, набрав 24 очки, різниця м'ячів 36-50.
У вересні 1939 року, коли почалася Друга світова війна, клуб припинив своє існування.
У 1942 році був відновлений і взяв участь у чемпіонаті Галичини 1943 року. У 1944 році, після приходу радянських військ до Перемишля, клуб був ліквідований.